# Ceratoserolis trilobitoides
Ceratoserolis trilobitoides là một loài chân đều trong họ Serolidae. Loài này được Eights miêu tả khoa học năm 1833.